# Marko Aljančič
Marko Aljančič, slovenski biolog, speleolog, fotograf in strokovni pisec, * 23. avgust 1933, Kranj, † 8. februar 2007, Kranj.

## Življenje in delo
Diplomiral je 1960 na ljubljanski Naravoslovnotehniški fakulteti. Zaposlil se je na Inštitutu za biologijo človeka na Medicinski fakulteti v Ljubljani, bil 1980-82 ravnatelj Prirodoslovnega muzeja Slovenije v Ljubljani, nato kustos te ustanove.
Leta 1954 je pri kranjskem Planinskem društvu ustanovil jamarski odsek, zametek organiziranega jamarstva na Gorenjskem. V jami Tular v Kranju je uredil speleobiološki laboratorij, ki se je v skoraj 50 letih delovanja uveljavil kot edini tovrstni v Sloveniji, ter kot kraj, kjer se človeške ribice razmnožujejo tudi izven narave. S posebnim navdušenjem se je zavzemal za promocijo človeške ribice kot simbola varstva slovenske narave.
Bil je asistent na ljubljanski medicinski fakulteti, urejal poljudnoznanstveno revijo Pionir, predhodnico današnje Gee. Za obsežno publicistično in prevajalsko delo ga je Prirodoslovno društvo Slovenije leta 2001 izbralo za svojega častnega člana.
Poznan je bil tudi kot uveljavljen fotograf, tesno povezanega s fotografsko tradicijo Kranja, ki je dal pomemben prispevek k razvoju fotografske umetnosti na Slovenskem. O tem priča pobuda za ustanovitev Kabineta slovenske fotografije pri Gorenjskem muzeju. Postal je častni član kranjskega Fotografskega društva Janez Puhar.